# Tofersen
Tofersen, verkocht onder de merknaam Qalsody, is een medicijn dat wordt gebruikt voor de behandeling van amyotrofische laterale sclerose (ALS).

## Werking
Tofersen is een antisense oligonucleotide dat zich richt op de productie van superoxidedismutase 1 (SOD1), een enzym waarvan de gemuteerde vorm vaak wordt geassocieerd met ALS. De behandeling met het medicijn is curatief.

## Doelgroep
Tofersen is bedoeld voor de behandeling van mensen met amyotrofische laterale sclerose (ALS), geassocieerd met een mutatie in het superoxide dismutase 1 gen (SOD1-ALS). Slechts ongeveer 1-2% van de ALS-gevallen die jaarlijks worden gediagnosticeerd, hebben de specifieke SOD1-mutatie waartegen het medicijn gericht is.

## Behandeling
100 mg tofersen wordt driemaal tweewekelijks en daarna maandelijks toegediend met een intrathecale injectie in het ruggenmerg. De meest voorkomende bijwerkingen zijn vermoeidheid, artralgie (gewrichtspijn), verhoogde cerebrospinale hersen- en ruggenmergvloeistof witte bloedcellen, en myalgie (spierpijn).
Studies zoeken nieuwe manieren voor toediening van het medicijn, bijvoorbeeld via een eenmalige injectie.

## Ontwikkeling
Tofersen is ontwikkeld door Ionis Pharmaceuticals en is in licentie gegeven aan en mede ontwikkeld door Biogen.
De effectiviteit van tofersen werd geëvalueerd in een 28 weken durende, gerandomiseerde, dubbelblinde, placebogecontroleerde klinische studie bij 147 deelnemers met zwakte die kan worden toegeschreven aan amyotrofische laterale sclerose en een door een centraal laboratorium bevestigde superoxide dismutase 1 (SOD-1) mutatie. In de studie werden 108 deelnemers in een 2:1 ratio willekeurig toegewezen voor behandeling met tofersen 100 mg (n = 72) of placebo (n = 36) gedurende 24 weken (drie oplaaddoses gevolgd door vijf onderhoudsdoses). De deelnemers waren ongeveer 43% vrouw; 57% man; 64% blank; en 8% Aziatisch. De gemiddelde leeftijd was 49,8 jaar (tussen 23 en 78 jaar).
In september 2022 publiceerde het vakblad The New England Journal of Medicine de resultaten van de klinische studie. Tofersen zorgde ervoor dat de schade aan motorische zenuwcellen afnam en dat het ziekteverloop van ALS-patiënten stabiliseerde.

## Goedkeuring

### Verenigde Staten
De Amerikaanse Food and Drug Administration (FDA) verleende de aanvraag voor tofersen een versnelde goedkeuringsprocedure van 6 maanden, erkenning als weesgeneesmiddel en fast track-toewijzing. Het medicijn werd in april 2023 door de FDA goedgekeurd voor medisch gebruik in de Verenigde Staten. Minder dan 500 ALS-patiënten per jaar komen er in aanmerking voor het medicijn, dat naar verwachting meer dan $100.000 zal kosten voor een jaar behandeling.

### Europa
Bij het Europees Geneesmiddelenbureau (EMA) is een aanvraag sinds december 2022 lopende.

#### België
In januari 2023 heeft het Belgisch Federaal Agentschap voor Geneesmiddelen en Gezondheidsproducten (FAGG) het medicijn reeds toegelaten via de Compassionate Use-procedure. Hierdoor kunnen gemiddeld jaarlijks een vijftiental ALS-patiënten in België, gediagnosticeerd met de SOD1-mutatie, het medicijn gratis verkrijgen.

### Canada
Anno 2023 heeft Biogen nog geen aanvraag voor goedkeuring ingediend bij het Canadese bureau Health Products and Food Branch (HPFB). Toch is het reeds beschikbaar voor SOD1-ALS-patiënten via het Special Access Program (SAP) van de Canadese overheidsdienst Health Canada.